# Кис, сын Авиила
Кис, также Киш (др.-евр. קיש‬; «западня», «ловушка», «сети»), — отец Саула, первого израильского царя (XI век до н. э.). Упоминается в ветхозаветных текстах — книгах Царств и Хроник (Паралипоменон).
По-арабски имени Киса соответствует Kais.

## Жизнеописание
Его отцом был Авиил (Абиел; 1Цар., 9, 1), а братом — Нер, отец получившего потом известность полководца Абнера (1Цар., 14, 50, 51).
Он жил в Гиве (Гибее; גבעה‬), но похоронен он был в вениаминовом городе Цела, צלע (2Цар., 21, 14; ср. 1Цар., 10, 2).
Из 1Цар., 9, 3; 10, 11 можно заключить, что Кис был зажиточным и знатным человеком. Когда Саул, посланный отцом искать пропавших ослиц, долгое время не возвращался, то заботливый отец, забыв об ослицах, послал искать самого его, восклицая: что с сыном моим? (1Цар. X, 2).
О Кисе в период царствования Саула в Библии ничего не говорится.
Был он погребён в городе Цела (2Цар. XXI, 14).

### Родословная
Родословная Киса разнится в 1Цар. и 1Пар.:
- вместо Авиила (Абиела), его отца (или предка), в 1Пар., 9, 35 (ср. ibid., 8, 29), упоминается יעואל‬ (по Кере יעיאל‬), родоначальник (жителей) Гибеона (жена его — Мааха, מעכה‬), третий сын которого был Кис, а пятый Нер, который является (ibid., ст. 39) отцом Киса; в 1Пар., 8, 30 этот Нер пропущен;
- Церор (צרור‬), дед Киса по 1Цар., может быть, тождествен с Цур (צור‬), братом Киса по 1Пар., 9, 36 (8, 30).

Бехорат (ננורת‬), прадед Киса по I Сам. 9, 1, по мнению критиков, тождествен с родоначальником Вениаминова клана, נכר‬ (Быт., 46, 21; 1Пар., 7, 6 сл.; в соответствующем месте, Чис., 26 (38), 35 этот клан считается эфрамитским).
В Эсф., 2, 5 Мардохей (Мордехай) называется сыном (то есть потомком) Шимея (שמעי‬; Шими), сына Киса.